# Frías
Frías és un municipi de la província de Burgos a la comunitat autònoma de Castella i Lleó. Forma part de la comarca de Las Merindades. Inclou els nuclis de:
- Ciudad de Frías
- Tobera
- Quintanaseca

## Demografia
| 1991 | 1996 | 2001 | 2004 |
| ---- | ---- | ---- | ---- |
| 331  | 330  | 257  | 314  |